# Tibellus spinosus
Tibellus spinosus es una especie de araña cangrejo del género Tibellus, familia Philodromidae. Fue descrita científicamente por Schiapelli & Gerschman en 1941.

## Distribución
Esta especie se encuentra en Argentina.